# La cabellera de Berenice
La cabellera de Berenice (Βερενίκης πλόκαμος, Bereníkes plókamos, ca. 244 a. C.) es un poema de Calímaco que se conoce por la imitación de Catulo y por un fragmento de veinte versos hallados en un papiro egipcio.
Es una elegía sobre el tema de Berenice, mujer de Ptolomeo Evergetes, faraón de la Dinastía Ptolemaica de Egipto, que había realizado el voto de que, si su marido volvía vencedor de una expedición, se cortaría la cabellera y la ofrecería a Venus; pero, al día siguiente de este generoso sacrificio, los cabellos desaparecieron del templo.

## Fragmento de la elegía de Calímaco
Estaba yo recién cortada y mis hermanas me lloraban cuando, de pronto, con un rápido batir de alas, el dulce soplo del céfiro me lleva a través de las nubes del éter y me deposita en el venerable seno de la divina noche Cipris. Y a fin de que yo, la hermosa melena de Berenice, apareciese fija en el cielo brillando para los humanos en medio de innumerables astros, Cipris me colocó, como nueva estrella, en el antiguo coro de los astros.

## Catasterismo
El astrónomo Conon de Samos llamó «Cabellera de Berenice» (en griego, «Κόμη Βερενίκης»; en latín, «Coma Berenices») a una constelación de siete estrellas que descubrió, diciendo que los dioses habían puesto los cabellos de la reina en el cielo. Eratóstenes se refería a la constelación como «Cabellera de Berenice» y como «Cabellera de Ariadna».